# أيزيا ويلكرسون
أيزيا ويلكرسون (بالإنجليزية: Isaiah Wilkerson)‏ مواليد 13 نوفمبر 1990 في جزيرة ستاتن، نيويورك، هو لاعب كرة سلة أمريكي. بدأ مسيرته الاحترافية في سنة 2012. يلعب مع أتلتيكوس دي سان جرمان في دوري بورتوريكو لكرة السلة. يحمل الرقم 20. يبلغ طوله 6 قدم 3 بوصة (1.9 م). لعب مع أوكلاهوما سيتي بلو وأتلتيكوس دي سان جرمان.

## روابط خارجية
- أيزيا ويلكرسون على موقع كرة السلة الأوروبية.كوم (الإنجليزية)
- أيزيا ويلكرسون على موقع DraftExpress.com (الإنجليزية)
- أيزيا ويلكرسون على موقع كلية كرة السلة في سبورتس رفرنس.كوم (الإنجليزية)
- أيزيا ويلكرسون على موقع ريلجم (الإنجليزية)
- أيزيا ويلكرسون على موقع بروبوليرز (الإنجليزية)
- أيزيا ويلكرسون على موقع سبورتس رفرنس (الإنجليزية)